# Pavonia mogotensis
Pavonia mogotensis är en malvaväxtart som först beskrevs av José Perez Carabia, och fick sitt nu gällande namn av P.A. Fryxell. Pavonia mogotensis ingår i släktet påfågelsmalvor, och familjen malvaväxter. Inga underarter finns listade i Catalogue of Life.